# Aprielewka (stacja kolejowa)
Aprielewka (ros. Апрелевка) – stacja kolejowa w miejscowości Aprielewka, w rejonie narofomińskim, w obwodzie moskiewskim, w Rosji. Położona jest na linii Moskwa – Briańsk – Kijów.
Na stacji znajduje się lokomotywownia.
Stacja końcowa Średnicy Kałużsko-Niżegorodskiej – linii moskiewskiej kolei aglomeracyjnej. Większość składów pasażerskich zatrzymujących się na stacji, kończy lub rozpoczyna tu bieg. Posiada cztery perony – wszystkie przelotowe. Kończy się tu biegnąca od Moskwy linia czterotorowa. W stronę Biekasowa biegną dwa tory.

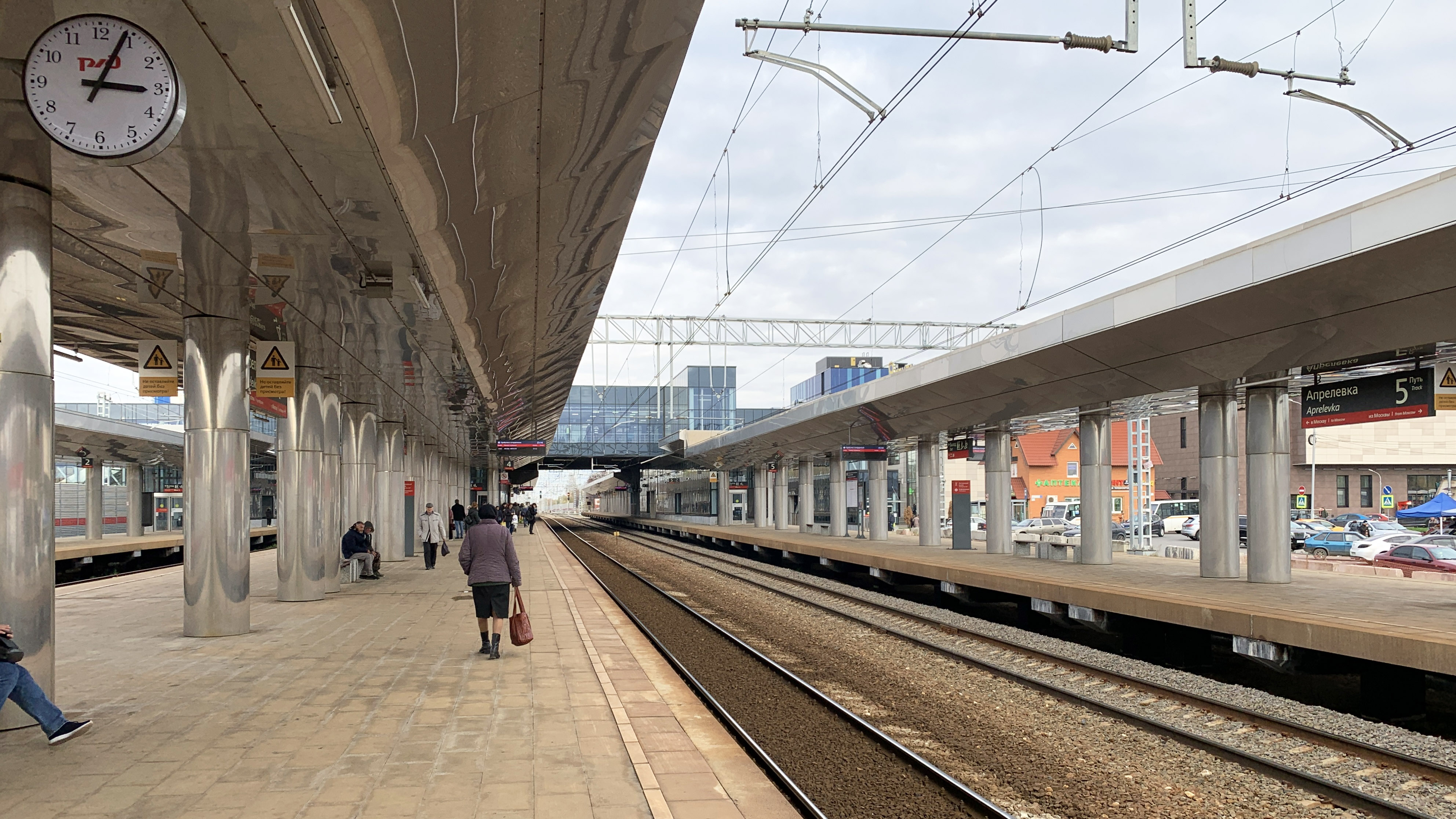
perony
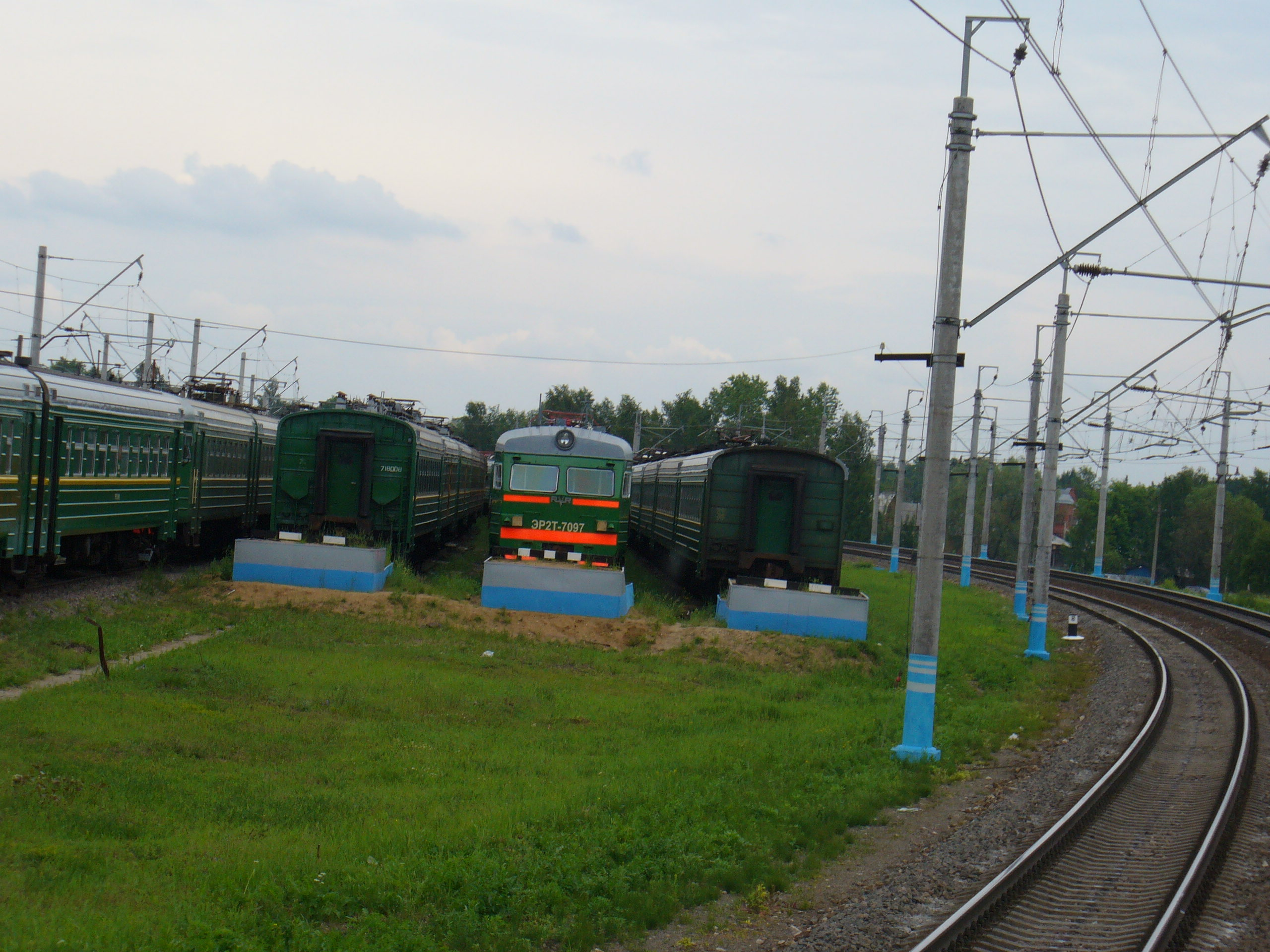
tory postojowe lokomotywowni

## Historia
Stacja powstała w czasach carskich pomiędzy stacjami Wnukowo i Nara.